# Cidadela de Ajaccio
A Cidadela de Ajaccio é uma fortaleza em Corse-du-Sud, França. Foi construída em 1492.